# Шеманг (округ)
Округ Шеманг (англ. Chemung County) — округ штата Нью-Йорк, США. Население округа на 2000 год составляло 91 072 человек. Административный центр округа — город Элмайра.

## История
Округ Шеманг основан в 1836 году; назван в честь слова индейского племени ленапе, означающее «большой рог», что также являлось названием местной индейской деревни. Источник образования округа Шеманг: округ Тайога.

## География
Округ занимает площадь 1064 км2.

## Демография
Согласно переписи населения 2000 года, в округе Шеманг проживало 91 072 человек. По оценке Бюро переписи населения США, к 2009 году население уменьшилось на 3 %, до 88 331 человек. Плотность населения составляла 83 человек на квадратный километр.

## Известные люди
- Вудворт, Джон (1837—1879; рождение) — американский врач, 1-й Генеральный хирург США;
- Шелфорд, Виктор Эрнест (1877—1968; рождение) — американский зоолог.